# Daintree
Il Daintree è un fiume che nasce nella Foresta pluviale di Daintree vicino al Capo di Tribolazione nel nord del Queensland in Australia. Il fiume si trova a circa 100km a nord-ovest di Cairns nel sito UNESCO dei Tropici del Queensland.

## Etimologia
Il nome proviene dal geologo Richard Daintree.

## Descrizione
Il fiume nasce e si sviluppa nella Grande Catena Divisoria all'interno del Parco nazionale Daintree, sotto la Montagna Nera ad un'altezza di 1270 metri. Dopo un percorso di 140km sfocia nel Mar dei Coralli.